# Malzéville
Malzéville är en kommun i departementet Meurthe-et-Moselle i regionen Grand Est (tidigare regionen Lorraine) i nordöstra Frankrike. Kommunen ligger i kantonen Malzéville som tillhör arrondissementet Nancy. År 2022 hade Malzéville 7 818 invånare.

## Befolkningsutveckling
Antalet invånare i kommunen Malzéville
| Referens: INSEE |